# Chiesa di San Giacomo in Augusta
La chiesa di San Giacomo in Augusta è un luogo di culto cattolico di Roma, sito nel rione Campo Marzio, in via del Corso 499, annessa all'ospedale omonimo, detto anche di San Giacomo degli Incurabili.

## Storia
La struttura iniziale era una piccola cappella dedicata a San Giacomo apostolo costruita dalla famiglia Colonna, già facente parte del palinsesto del presidio Ospedaliero, fondato, prima di partire per la crociata, dall'Imperatore Federico il Barbarossa, della Dinastia Hohenstaufen. Ereditato dal nipote Imperatore Federico II, che lo ampliò e dopo la caduta del nipote Corradino di Svevia, il presidio Ospedaliero fu requisito dai Papi. Nell'anno 1347, dopo la primitiva fondazione dell'Imperatore Federico I von Hohenstaufen, detto Barbarossa, dell'attiguo Ospedale di San Giacomo in Augusta, fu detto poi degli Incurabili nel 1339 perché dedito al ricovero dei malati di malattie veneree non curabili negli altri ospedali romani. Il complesso di ospedale e chiesa si chiamò in Augusta per la vicinanza del Mausoleo di Augusto: in esso, dopo esser stato elevato ad Arcispedale nel 1515 da papa Leone X, fu curato san Camillo de Lellis, che in seguito proprio qui fondò l'ordine dei Camillani, dedito alla cura degli infermi.

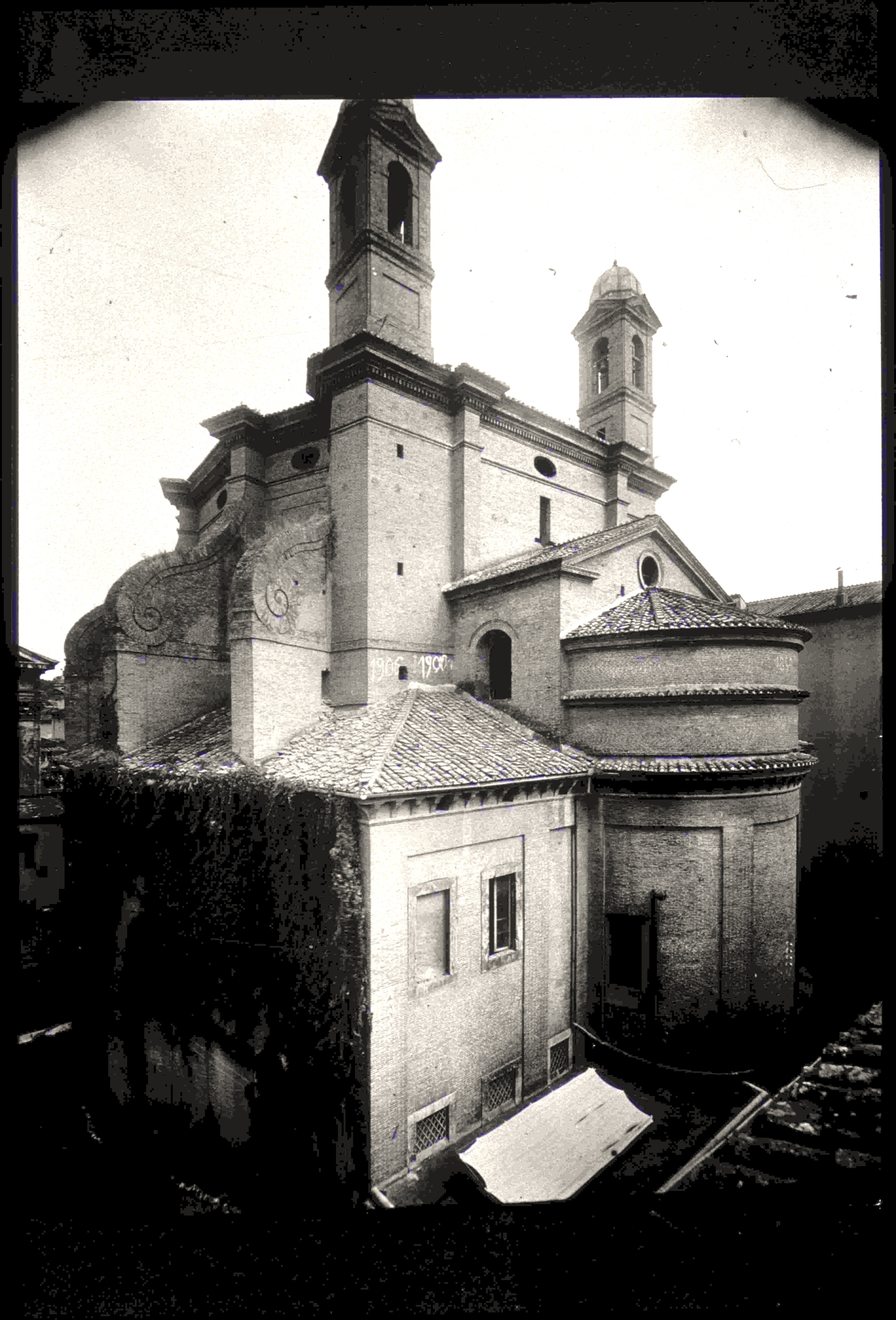
Abside della chiesa in una foto d'epoca

Nel 1579 iniziò l'integrale ricostruzione dell'ospedale e delle strutture annesse ad opera del cardinale Anton Maria Salviati. Nel 1592 lo stesso cardinale iniziò anche la totale ricostruzione della chiesa di san Giacomo nelle forme rinascimentali ancora oggi visibili.
Nel XVI secolo, la progettazione dei lavori di ricostruzione venne affidata all'architetto Francesco Capriani da Volterra, cui subentrò nel 1598, dopo la sua morte, Carlo Maderno che terminò i lavori nel 1602. Nella chiesa trovò sepoltura anche il cardinal Salviati.
Il 1º novembre 1824 Leone XII eresse la chiesa a parrocchia del rione. Durante il biennio della Repubblica romana del 1849, la chiesa fu trasformata in stalla e perse gran parte delle opere e dell'arredo originale, che vennero bruciati dai rivoltosi in piazza del Popolo.
Il restauro successivo, voluto da Pio IX e operato da Gaetano Morichini tra il 1861 e il 1863, interessò l'intera chiesa che venne ritinteggiata, mentre la volta venne affrescata e venne posato il pavimento marmoreo. Un altro intervento del 1912 interessò l'ex battistero, a sinistra dell'ingresso.
La chiesa dal 2014 è sede del titolo cardinalizio di San Giacomo in Augusta.

## Descrizione

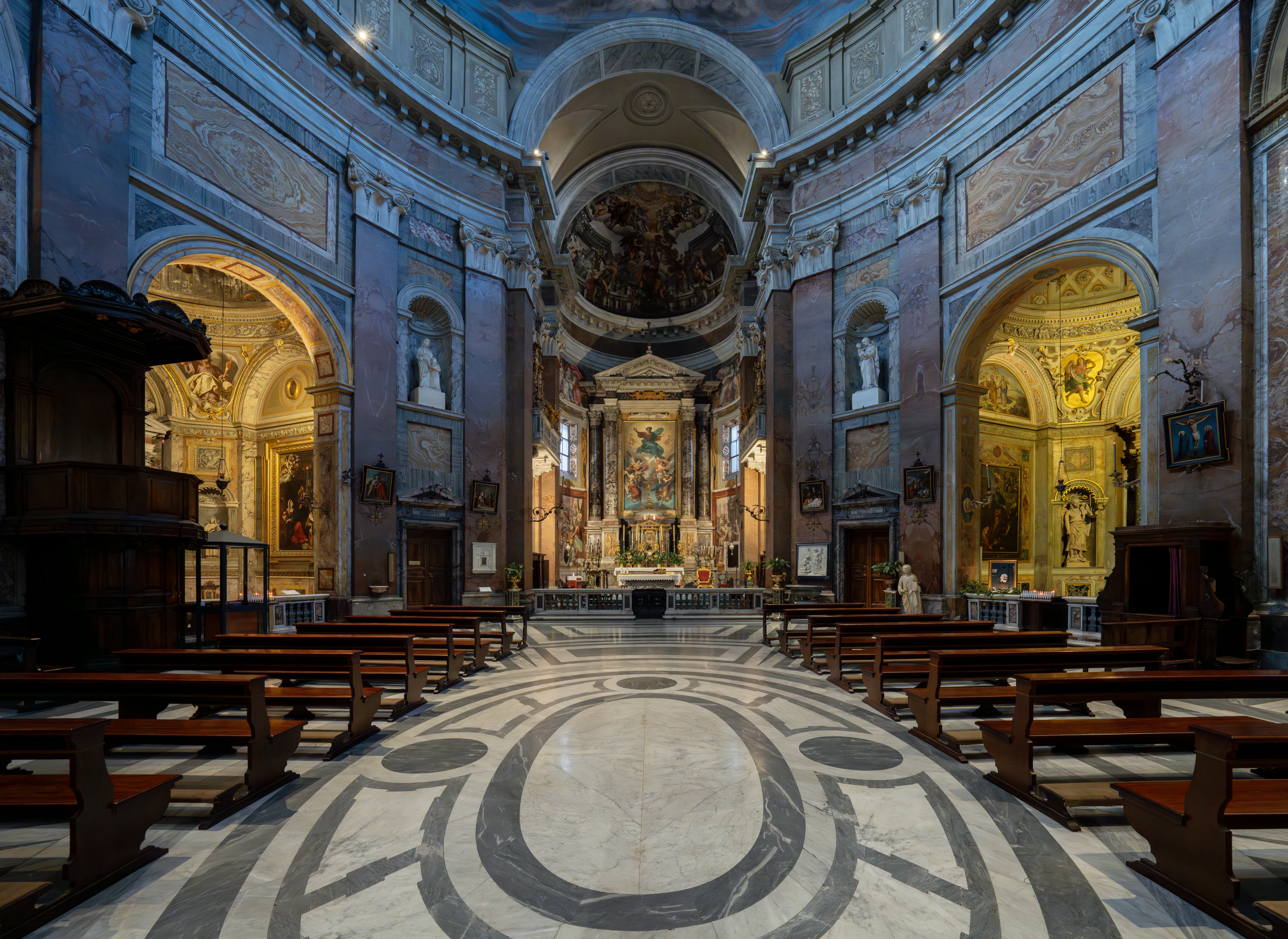
Vista verso l'altare maggiore

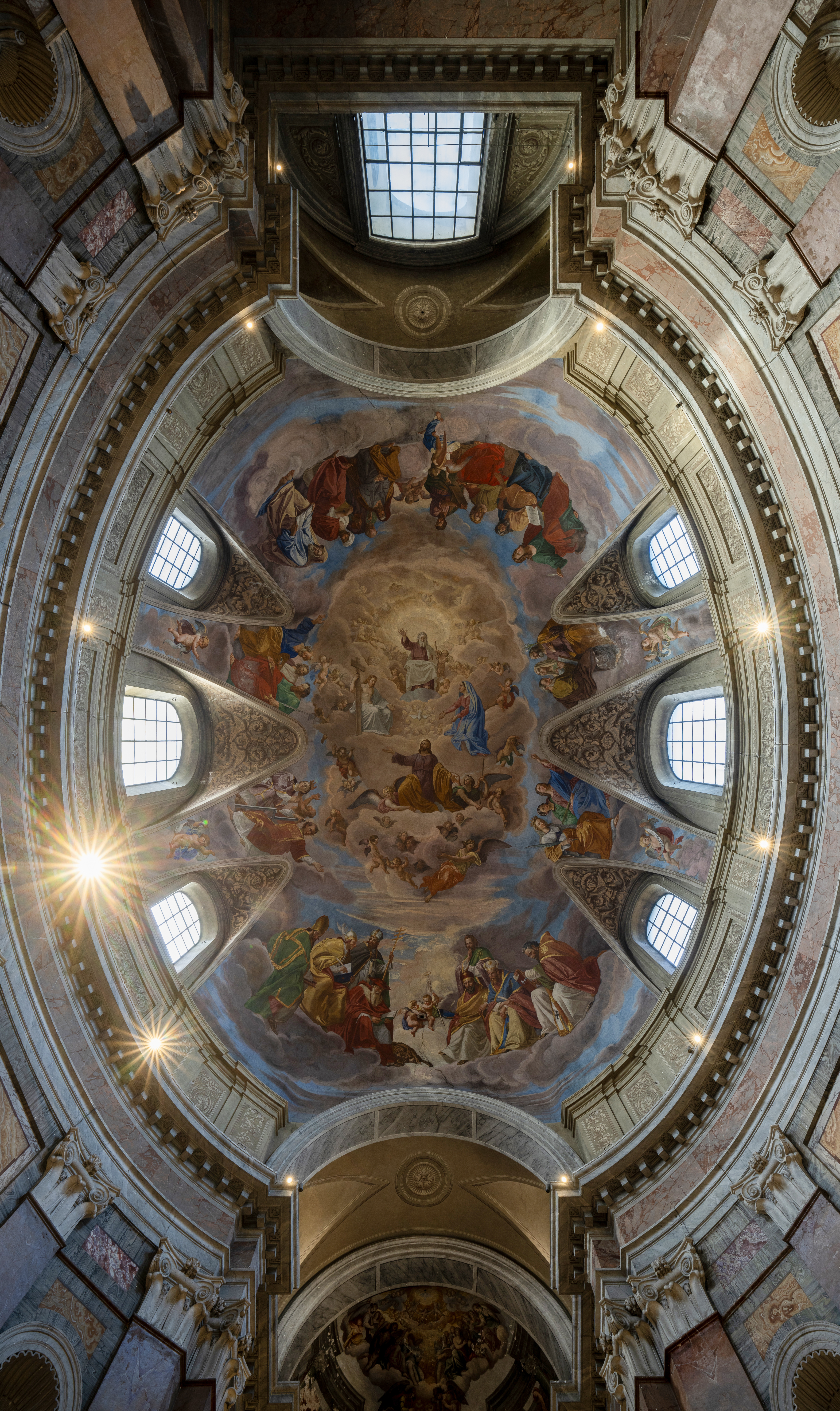
L'affresco sulla volta

La chiesa presenta due campanili gemelli ai lati dell'abside, soluzione non comune a Roma, opera di Carlo Maderno, così come l'armonica facciata. Questi sono visibili dal cortile interno del complesso. Il portale di ingresso si affaccia su via del Corso, elegantemente incorniciato dalle estremità dei due bracci simmetrici dell'ex ospedale di San Giacomo. L'ordine superiore della facciata presenta in posizione centrale la conchiglia di San Giacomo.

### Interno
L'interno è a pianta ellittica con tre cappelle per ciascun lato.
L'altare maggiore è posto di fronte al portale di accesso affacciato su via del Corso. Tale altare è opera di Carlo Maderno, eretto con marmi provenienti dal vicino Mausoleo di Augusto; la pala d'altare è opera di Francesco Grandi (1831-1891) e rappresenta la Santissima Trinità.
La volta, affrescata nel XIX secolo da Silverio Capparoni, raffigura la Gloria di San Giacomo.

### Lato destro
Sull'altare della prima cappella a destra vi è la "Resurrezione" del Pomarancio. Ai lati si trovano dei dipinti realizzati dal pittore ottocentesco Ballerini che raffigurano delle anime purganti e due angeli che accompagnano due anime in cielo.
Nella seconda cappella, detta della Madonna dei Miracoli, vi sono:
- un'immagine sacra del secolo XV a cui fu attribuito un miracolo che dette origine alla chiesa di Santa Maria dei Miracoli in piazza del Popolo;
- la pala scultorea in marmo San Francesco di Paola implora la Vergine Maria per gli invalidi (1717) di Pierre Le Gros.[1]

Nella terza cappella sono visibili Il battesimo di Gesù di Domenico Cresti, detto il Passignano, La storia di Melchisedec e Storia della Manna nel Deserto dipinti da Vespasiano Strada.

### Lato sinistro
La prima cappella a sinistra, eretta da Donna Vittoria Tolfia, madre del papa Paolo IV, ha diverse opere di Francesco Zucchi.
La seconda cappella a sinistra, dedicata a San Giacomo, ospita una statua del santo di Ippolito Buzio, raffigurato con il bastone e un mantello da pellegrino.
Nella terza cappella a sinistra, intitolata alla Madonna del Rosario, vi è l'"Adorazione dei Pastori" di Antiveduto Gramatica, del 1622-1625 circa.

### Organo
Sulla cantoria di destra dell'abside si trova l'organo a canne, costruito dalla famiglia Borghese tra il 1655 e il 1666 e successivamente più volte modificato ed ampliato; ha 14 registri su unico manuale e pedale ed è a trasmissione meccanica.

## Curiosità
- Nella chiesa di San Giacomo in Augusta fu battezzato il poeta Trilussa.[6]